# Pherbellia quadrata
Pherbellia quadrata är en tvåvingeart som beskrevs av Steyskal 1961. Pherbellia quadrata ingår i släktet Pherbellia och familjen kärrflugor. Inga underarter finns listade i Catalogue of Life.